# Kanonbåden Falster
Kanonbåden Falster var et dansk krigsskib, der blev søsat i 1873 og hejste kommando første gang i 1875. Falster blev solgt i 1919. Skibet blev ombygget til civilt brug. Fra 1930 hed det Holger, og det forliste i 1945. Skibet var opkaldt efter øen Falster og var det fjerde af foreløbigt fem skibe i den danske flåde med dette navn.

## Konstruktion
Der var - især i politiske kredse - stor interesse for små, forholdsvist billige kanononbåde, der i udgaven med en enkelt kraftig kanon tilsyneladende leverede meget for pengene. Kanonbåden Drogden var den første, men den viste sig hurtigt at være for lille til praktisk brug, så i stedet blev der i 1872 påbegyndt to større kanonbåde på Orlogsværftet, baseret på den britiske Ant-klasse (også omtalt som Scourge-klassen). Tegningerne til Falster-klassen blev udført af Orlogsværftets konstruktør C. Kildentoft.
Spørgsmålet om, hvilken kanontype, der skulle bestilles, blev grundigt undersøgt. Marineministeriet forespurgte hos Generalinspektøren for Søartilleriet, og han sendte spørgsmålet videre til artilleri- og konstruktionskomissionen, der konkluderede, at bagladekanonerne fra Krupp var de bedst egnede, men man kunne på daværende tidpunkt (1873) ikke have fuld tillid til leveringssikkerheden, så valget faldt i stedet på riflede forladekanoner fra Armstrong i England. Der var tale om 25,4 cm kanoner (10 ") med en projektilvægt på 182 kg, svarende til de kanoner, der var anskaffet til panserskibene Odin og Gorm. Kanonen på Falster kunne afgive skud med omkring syv minutters mellemrum, og på 628 meters afstand (1.000 alen) kunne projektilet gennembryde 270 mm smedejernspanser. I 1903 besluttede Marinen at udfase de eksisterende forladere, og kanonen på Falster blev erstattet med en 57 mm patronkanon L/44.
Falster medførte også to lette riflede forladekanoner, der både kunne bruges til salutering og til forsvar mod mindre skibe. De kunne afgive 1-2 skud per minut. Disse kanoner blev i begyndelsen af 1880'erne erstattet med seks 37 mm revolverkanoner fra Hotchkiss.

## Tjeneste
Falster hejste kommando første gang 24, august 1875, hvor skibet indgik i årets eskadre. Eskadretjenesten blev gentaget i 1876 og derefter typisk med et par års mellemrum frem til 1907. Under en natøvelse 20. september 1907 kolliderede Falster med torpedobåden Hvalrossen. Torpedobåden led en del overlast, hvorimod Falster kunne nøjes med et par dages reparationer på Orlogsværftet. I årene fra 1881 til 1910 var Falster hvert år udrustet som øvelsesskib for maskinelever, og nåede også et par gange at fungere som kadetskib. Da 1. verdenskrig brød ud i 1914 indgik Falster i Defensionseskadren, der skulle bevogte indsejlingen til København. Falster lå som vagtskib mellem Amager og Saltholm. Falsters tjeneste i Sikringsstyrken ophørte 18. november 1918 og den 26. februar 1919 udgik kanonbåden af flådelisten.
Skibet blev solgt til Rederiet H. Arentz, der beholdt navnet Falster, men ombyggede skibet til en sandpumper på 289 BRT, der blev anvendt fra 1922. I 1930 blev Falster solgt til A/S Københavns Mørtelværker, der ombyggede den gamle kanonbåd til et fragtskib på 309 BRT, nu med navnet Holger. Natten mellem den 26. og 27. januar sank Holger i snestorm nord for Djursland, undervejs med en last cement fra Hadsund til Vejle. Alle syv mand ombord omkom ved forliset. Vraget blev fundet på positionen 56°36' N., 11°06'5 Ø, på 15 meters dybde.

## Eksterne links
- Wikimedia Commons har flere filer relateret til Kanonbåden Falster
- Falsters kartotekskort i Den sorte Registrant. Bevaret på archive.org